# Лардо

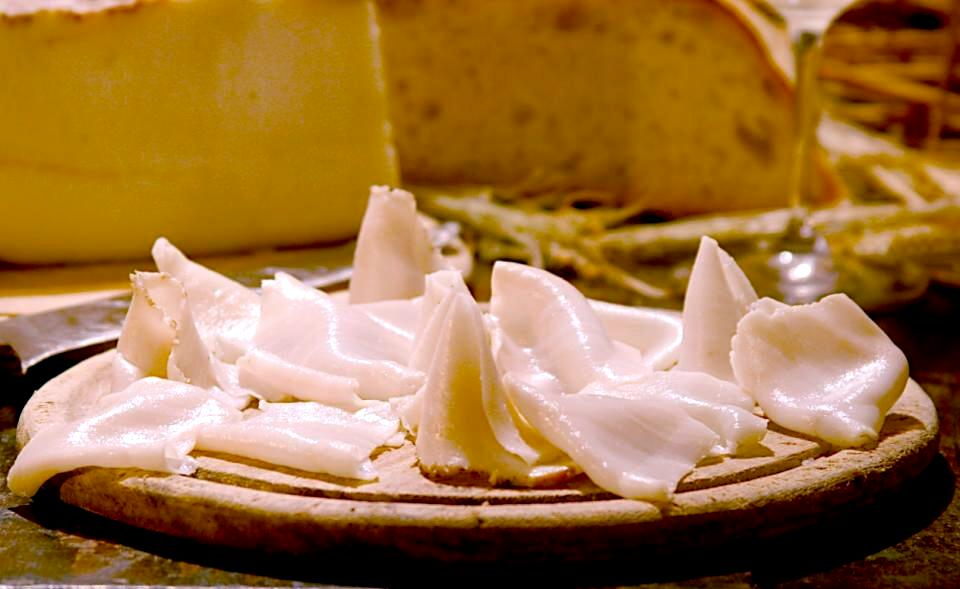
Лардо из Колоннаты

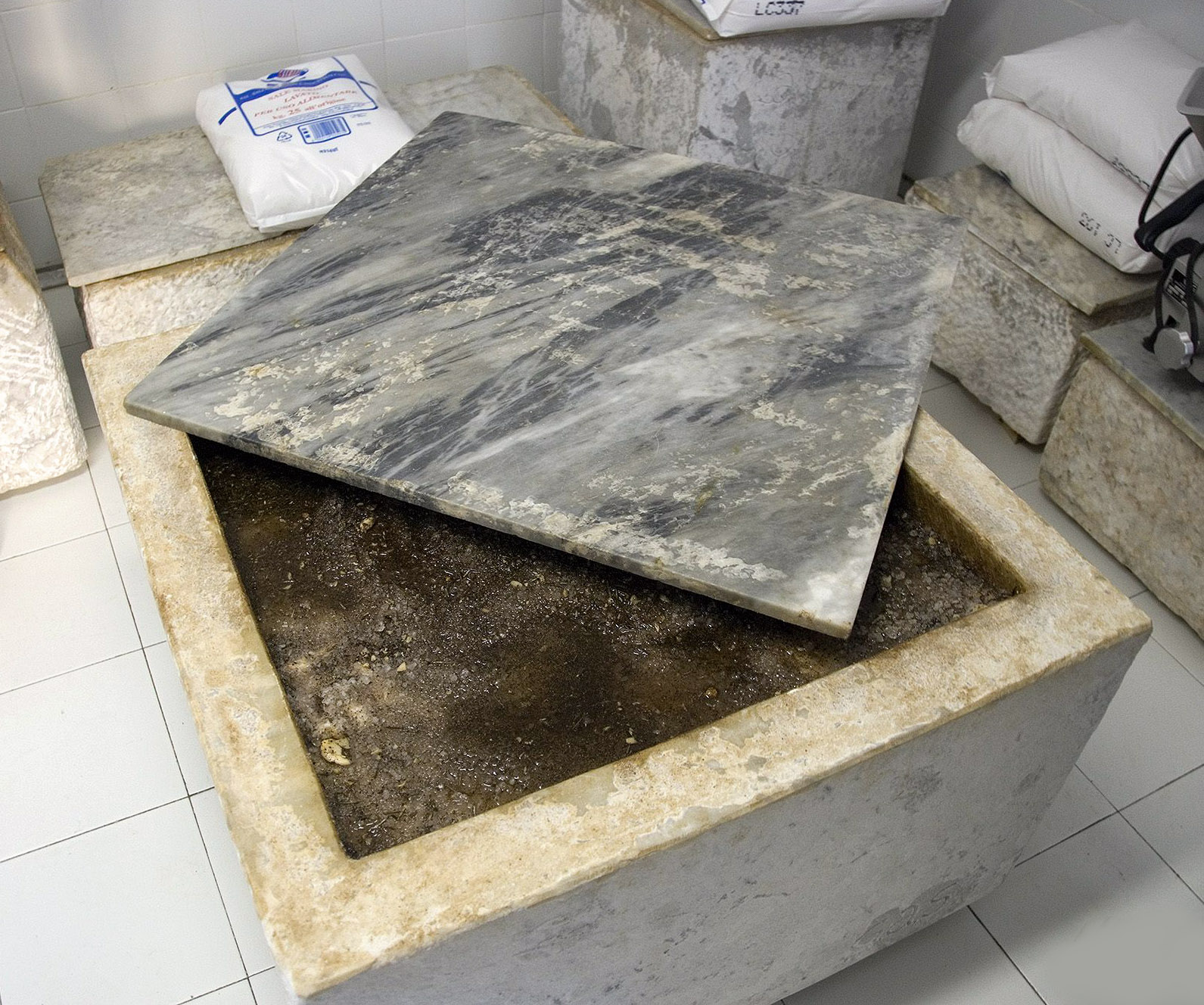
Мраморные ванны для вызревания лардо

Лардо (итал. lardo) — итальянский кулинарный продукт из свиного сала.
В отличие от французского термина lard («лярд»), который обозначает различные продукты из подкожного сала вообще (от бекона до смальца), итальянское «lardo» применяется в первую очередь для обозначения хорошо просоленного и вызревшего сала. Тонко нарезанное сало-лардо подаётся с ананасами, розмарином и запечёнными овощами.

## Технологии изготовления
Забой итальянских свиней, по традиции, происходит с первыми осенними штормами в Средиземноморье, а готовым «Лардо» считается только поздней весной. Для лардо берут подкожное сало свиней, в возрасте свыше девяти месяцев и весом не менее 160 килограмм. Его срезают с шеи, задней части и подчеревины. После разделки туши свиньи сало (не толще пяти сантиметров) укладывают в изготовленные мраморные емкости, находящиеся в подвалах или пещерах, в зависимости от производителя, дно и стенки которых натирают диким чесноком, щедро пересыпают крупной морской солью, наборами различных специй и трав. Сегодня людьми задокументировано около 300 различных рецептур, в зависимости от места (деревня, село, провинция) приготовления «Лардо». Лардо становится готовым к употреблению после вызревания с морской солью, специями и пряными травами в течение 3 — 6 месяцев. Ниже представлены некоторые рецептуры:

### Лардо из Колоннаты
В деревне Колонната (провинция Масса-Каррара, Тоскана) производят самое известное лардо, которое защищено географическим наименованием Lardo di Colonnata IGP. Его изготавливают здесь ещё со времён древнего Рима, когда Колонната была относительно небольшим городом. При засолке помимо соли используют приправы и пряные травы: розмарин, чёрный перец, чеснок, мускатный орех. Вызревает лардо из Колоннаты в корытах или ваннах из местного каррарского мрамора. Мраморные ёмкости обеспечивают необходимую влажность и температуру.

### Лардо из Арны долины д’Аоста
Другой известный вид итальянского сала происходит из коммуны Арна (автономная область Валле-д’Аоста) и имеет название Vallée d’Aoste Lard d’Arnad PDO. В отличие от продукта из Колоннаты, выдерживается в деревянных чанах из дуба или каштана, а в состав специй помимо всё тех же розмарина и мускатного ореха входят можжевельник, лавровый лист и шалфей.